# シロエリハゲワシ
シロエリハゲワシ （白襟禿鷲、学名Gyps fulvus）は、タカ目タカ科に分類される鳥類の一種。
名前の由来は、白いエリ状の羽毛より。

## 形態
- 重量 : 7.65 kg
- 翼幅 : 2.60 m
- 翼面積 : 1.00 m2

## 保全状況評価
LEAST CONCERN (IUCN Red List Ver. 3.1 (2001))

## 画像

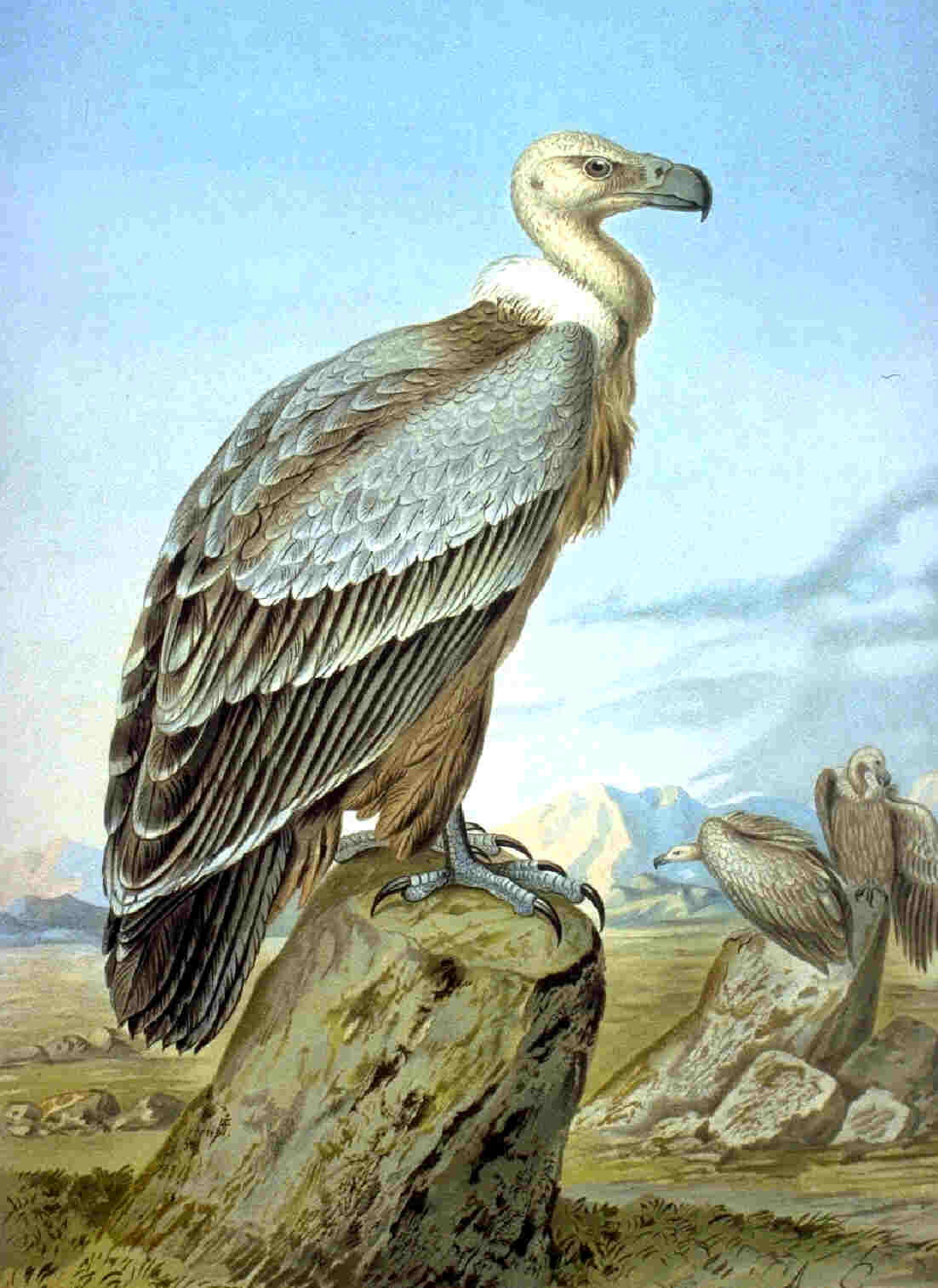
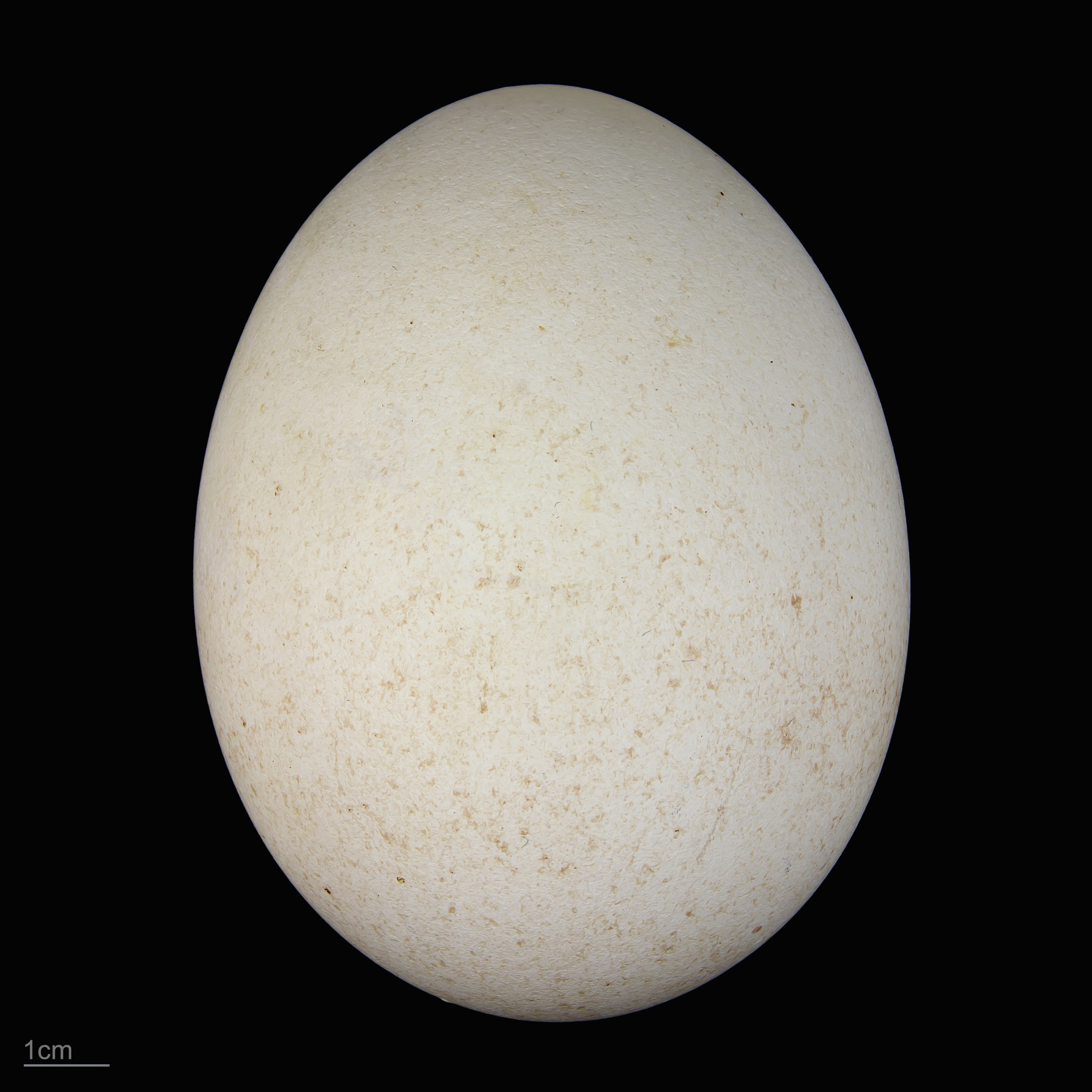
Museum specimen